# Maurice Henneberg
Maurice Henneberg (Ginevra, 19 marzo 1886 – Ginevra, 1964) è stato un calciatore svizzero, di ruolo centrocampista.

## Carriera

### Club
Ha sempre giocato nel campionato svizzero.

### Nazionale
Ha collezionato cinque presenze con la maglia della Nazionale.